# On Every Street (album)
On Every Street is het laatste studioalbum van Dire Straits. Na het succes van Brothers in Arms en de 220 shows die daarop volgden, kwam Dire Straits met een heel ander soort album dan alle andere albums. Het cleangeluid van Mark Knopfler is vervangen door een meer symfonisch geluid. Grotendeels is het album ingespeeld met de Pensa Suhr. Sinds 1988 is dit Marks favoriete gitaar. Hij gebruikt de Pensa Suhr sinds de tour met Eric Clapton.
Toen Knopfler later over het album praatte, zei hij dat het album iets miste. Tijdens de anderhalf jaar lang durende tour, gebruikte hij zowel zijn klassieke cleangeluid als zijn nieuwe geluid. Alle nummers werden gespeeld, van Sultans of Swing tot Calling Elvis. Het werd de meest slepende tour voor de band. Knopfler beweerde achteraf met de andere bandleden "geen woord meer gewisseld" en zelfs niet in hetzelfde vliegtuig gezeten te hebben.
Nummers van On Every Street heeft Mark Knopfler niet gespeeld tijdens zijn tour in 2005.

## Inhoud
Op het album staan twaalf nummers, allemaal geschreven door Mark Knopfler. Het album begint met de hit Calling Elvis. Knopfler: "Ik kwam erop toen mijn zwager op een dag verzuchtte dat het wellicht gemakkelijker was om Elvis te bellen dan om in contact te komen met z’n zus. Feitelijk gaat de song over non-communicatie.". In de tekst staan citaten van Elvis Presley zelf. Dan volgt On Every Street. De opbouw doet denken aan het album Love over Gold. Het zevende nummer, "Heavy Fuel", is tevens de tweede hit van het album. Het elfde nummer doet denken aan nummers als Tunnel of Love, Telegraph Road en Ride Across the River.

## Tracks
| 1.                 | Calling Elvis         | 6:26 |
| 2.                 | On Every Street       | 5:04 |
| 3.                 | When It Comes to You  | 5:01 |
| 4.                 | Fade to Black         | 3:50 |
| 5.                 | The Bug               | 4:16 |
| 6.                 | You and Your Friend   | 5:59 |
| 7.                 | Heavy Fuel            | 5:10 |
| 8.                 | Iron Hand             | 3:09 |
| 9.                 | Ticket to Heaven      | 4:25 |
| 10.                | My Parties            | 5:33 |
| 11.                | Planet Of New Orleans | 7:48 |
| 12.                | How Long              | 3:49 |
| Totale duur: 59:39 |                       |      |

Mark Knopfler · John Illsley
Guy Fletcher · Alan Clark · David Knopfler · Pick Withers · Hal Lindes · Terry Williams · Jack Sonni